# 7,5-cm-Infanteriegeschütz 37
Das 7,5-cm-Infanteriegeschütz 37 (kurz IG 37), zuvor 7,5-cm-Panzerjägerkanone 37 genannt, war ein deutsches Infanteriegeschütz der Wehrmacht im Zweiten Weltkrieg.

## Entwicklung
Die Entwicklung des 7,5-cm-Infanteriegeschützes 37 begann als 7,5-cm-Panzerjägerkanone 37.
Nach den Verlusten des Kriegsjahres 1942 benötigten die deutschen Kampfverbände dringend leichte Waffen mit einer höheren Feuerkraft, um die mittlerweile in großer Zahl auftretenden gegnerischen Panzer bekämpfen zu können. Man erinnerte sich an das 7,5-cm-Infanteriegeschütz 42, das von Krupp schon 1940 entwickelt worden war, aber keinen Produktionsauftrag bekam. Mit leichten Änderungen, wie einer neuen Mündungsbremse, wurde die Fertigung der Rohre aufgenommen.
Es wurden die Lafetten der 3,7-cm-PaK 36 oder der sowjetischen Beutegeschütze PaK 184(r) und PaK 158(r) verwendet. Auch der Schild der 3,7-cm-Pak konnte nach einer Vergrößerung der Öffnung für Rohrwiege und Waffenrohr weiter verwendet werden.
Die Waffe verschoss Granatpatronen im Kaliber 75 × 89 mm R; die geteilte Munition des 7,5-cm-leichten-Infanteriegeschützes 18 konnte ebenfalls verwendet werden. Bei der Sprenggranate wurde bei einer Mündungsgeschwindigkeit von 280 m/s eine maximale Schussentfernung von 5150 m erreicht. Die Panzerabwehr-Hohlladungsgranate enthielt 0,5 kg Sprengstoff. Bei einer Mündungsgeschwindigkeit von 395 m/s durchschlug diese Panzerungen bis zu 85 mm.

## Geschichte
Schnell wurde erkannt, dass zwar eine brauchbare Unterstützungswaffe für die Infanterie geschaffen, doch die Panzerabwehr mit dieser Waffe zu diesem Zeitpunkt des Krieges nicht mehr zu leisten war. Die Mündungsgeschwindigkeit war zu gering, um selbst beim Einsatz von spezieller Munition frontale Durchschläge zu ermöglichen. Im Einsatz gegen gegnerische Infanterie bewährte sich die leichte Waffe. Am 15. Juni 1944 wurde deshalb offiziell aus der Panzerjägerkanone 37 das Infanteriegeschütz 37 und es wurde der Bau einer 2. Ausführung des 7,5-cm-Infanteriegschützes 42 veranlasst.
Von Mai 1944 bis Dezember 1944 wurden 2278 Geschütze hergestellt. Als die für den Umbau benötigten Lafetten aufgebraucht waren, wurde die Produktion eingestellt.